# Provincia di Salerno
La provincia di Salerno è una provincia italiana della Campania di 1 053 209 abitanti. È la seconda provincia campana e la decima in Italia per popolazione. Si estende su una superficie di circa 4 954 km² e comprende 158 comuni, il che ne fa la prima provincia campana per superficie e per numero di comuni.
Affacciata a sud-ovest sul mar Tirreno, confina a nord-ovest con la città metropolitana di Napoli, a nord con la provincia di Avellino e a est con la provincia di Potenza in Basilicata. Ricalca, grosso modo, i confini dell'antica provincia di Principato citeriore.

## Geografia fisica
Per la vastità del territorio, comprendente diverse entità storico-geografiche distinte, costituisce una delle province più varie ed eterogenee d'Italia. Nella parte più settentrionale della provincia si trova l'area dell'agro nocerino-sarnese, saldata urbanisticamente con l'area vesuviana, e quindi al confine con la città metropolitana di Napoli, con la quale condivide gran parte dei servizi essenziali. Tale zona è la meno estesa della provincia (188 km²), ma la più rilevante dal punto di vista demografico (con circa 300 000 abitanti) e della densità abitativa (circa 1 800 abitanti al km²). L'agro è fertilizzato dalle ceneri vesuviane ed è irrigato dal fiume Sarno.
Sempre a nord, ma sul versante ovest (a sud della penisola sorrentina), è situata la Costiera amalfitana, catalogata dall'UNESCO come Patrimonio dell'umanità.
Proseguendo verso sud-est si trova il capoluogo Salerno, che si sviluppa nel punto in cui la valle dell'Irno sfocia verso il mare, fra le propaggini dei monti Lattari e dei monti Picentini. Più ad est è invece ubicata la piana del Sele, o di Paestum, fino al Novecento terra malsana e paludosa, ma oggi zona ad elevata produttività agricola e di forte richiamo turistico. A nord della piana c'è la zona collinare e poi montuosa dell'Alto e Medio Sele, ai confini con l'Irpinia.
Oltre il Sele si trovano le vaste aree del Cilento e del vallo di Diano, territori prevalentemente montuosi e verdeggianti di difficile accessibilità, a lungo rimasti isolati dai principali flussi di traffico, ma di grande fascino paesaggistico, tanto da essere dichiarati parco nazionale e patrimonio UNESCO.

### Idrografia
Il territorio, in prevalenza collinare, è ricco di corsi d'acqua. Il principale tra questi è il fiume Sele, che nasce in provincia di Avellino e sfocia ad Eboli, in località Foce Sele, a 5 km di distanza da Paestum, con una portata di circa 70 m³/s. Altri corsi d'acqua rilevanti sono il Calore Lucano (affluente del Sele), il Tanagro, il Bussento, il Sarno, il Tusciano e l'Alento (da cui prende il nome la regione cilentana).

### Orografia
Tra le alture di rilievo vanno menzionate il Cervati (1898 m) nel Cilento e il massiccio degli Alburni col monte Panormo (1742 m), appartenenti all'Appennino lucano; il Polveracchio (1790 m) e l'Accellica (1660 m), nei monti Picentini, appartenenti all'Appennino campano; il massiccio montuoso Eremita - Marzano, al confine tra l'Appennino Campano e Lucano; i monti Lattari, propaggine occidentale dei monti Picentini a divisione tra le province di Salerno e Napoli.
Le valli di maggiore dimensione sono il vallo di Diano, la valle del Sele e la valle del Calore.
La costa della provincia di Salerno si estende per circa 220 km, da Positano a Sapri. La sua morfologia è estremamente varia: la parte nord è occupata dalla celebre Costiera amalfitana, aspra e frastagliata, e rinomata in tutto il mondo quale meta turistica; la parte centrale è piatta ed è caratterizzata da un'ampia e ininterrotta spiaggia, orlata da una rigogliosa pineta, che si estende per più di 50 km da Salerno ad Agropoli, passando per Paestum; la parte sud, detta "Costiera cilentana", si estende per circa 100 km da Agropoli a Sapri ed è caratterizzata dal continuo alternarsi di tratti aspri e rocciosi a spiagge ampie e sabbiose.

### Clima
Il clima è caratterizzato da inverni tiepidi e da estati calde e secche. La temperatura media del mese di gennaio è 10,8 °C mentre quella di luglio è di 24,5 °C. La dolcezza climatica è dovuta al fatto che il territorio provinciale è protetto dai venti freddi nordorientali (a parte la città di Salerno, che ne è esposta a causa della valle dell'Irno e all'alta valle del Sele) ed esposto a quelli sudoccidentali. Il clima è marittimo, temperato e piovoso, specie nelle zone interne. I periodi di maggiore piovosità sono l'autunno e l'inverno. Quando si verificano le cosiddette "libecciate" (correnti umide di libeccio che spirano sulla provincia) oltre alle violente mareggiate si hanno intense precipitazioni orografiche, in particolare nelle zone più esposte a questi venti (Picentini e Cilento), dove, con queste configurazioni meteorologiche, si verificano talvolta veri e propri nubifragi.

## Storia

### Il territorio

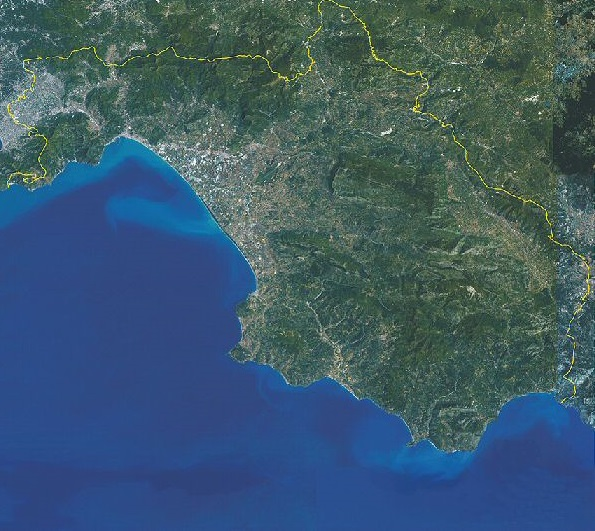
Provincia di Salerno vista dal satellite

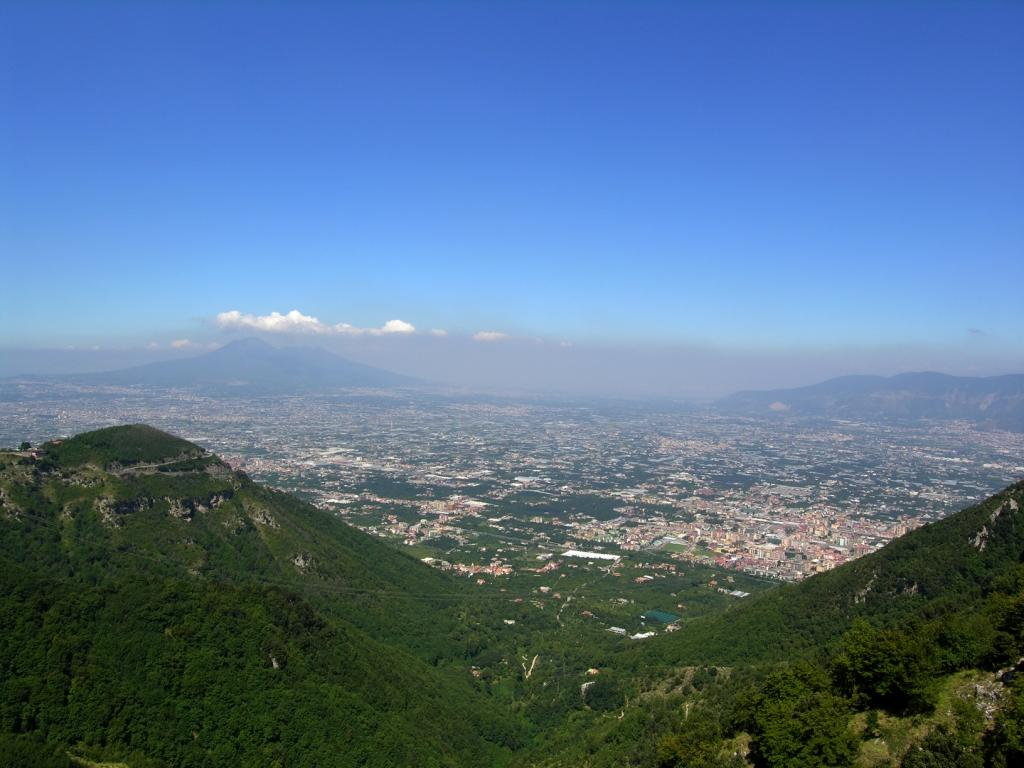
L'Agro nocerino-sarnese e la valle del Sarno

Storicamente, lo sviluppo territoriale è stato pesantemente influenzato dall'assetto geografico. I primi insediamenti umani di cui si abbiano tracce interessano la parte della piana pestana più vicina al capoluogo (comune di Pontecagnano Faiano e zone limitrofe). In epoca storica, la provincia fu visitata dagli Etruschi che fondarono Nuceria Alfaterna e un insediamento a Fratte, ma soprattutto dai Greci, che vi fondarono un importante centro della Magna Grecia, Poseidonia, poi ribattezzata dai Romani Paestum, oggi area archeologica tra le più importanti d'Italia. I coloni greci conquistarono inoltre la città focea di Elea, che avrebbe dato i natali a Parmenide e Zenone, tra i maggiori filosofi dell'antichità.
Notevole importanza ha avuto altresì la città di Eboli che, sino a qualche secolo fa, occupava un'area che si estendeva dal Sele al Tusciano, occupando anche il territorio dell'odierna Battipaglia.
Il capoluogo fu probabilmente insediamento etrusco, poi colonia greca che venne più tardi conquistata o sostituita da una colonia romana, come altri centri della provincia, al tempo della seconda guerra punica. Divenne comunque colonia cittadina nel III secolo a.C. Era in origine un castrum, un accampamento militare posto sul fiume Irno, all'inizio della valle omonima che risale verso le zone più interne della regione, Avellino e Benevento. Tale valle rivestì grande importanza negli anni successivi alla caduta dell'Impero romano d'Occidente. Nel V secolo, difatti, il territorio fu coinvolto nella guerra greco-gotica, e le zone più meridionali rimasero tagliate fuori dagli sviluppi successivi, accomunandosi alla Basilicata anche in termini di isolamento e ritardo storico a causa della relativa facilità di collegamento con l'allora Lucania attraverso il Vallo del Diano. Subito dopo, i Longobardi (succeduti ai Goti nella lotta contro Bisanzio) istituirono a Benevento un loro ducato, detto Longobardia Minor per distinguerlo dai possedimenti longobardi in Italia settentrionale. Attraverso la valle dell'Irno, i guerrieri nordici calarono poi su Salerno, allora bizantina, e la espugnarono istituendo anche lì una sede ducale (la statale che collega i due capoluoghi appunto lungo la valle dell'Irno è ancor oggi detta "dei Due Principati").
La storia della Longobardia minor finì con l'esser ancor più lunga di quella maggiore: a Salerno, infatti, il governo longobardo sopravvisse fin oltre il 1000, quando fu sostituito dal primo regno normanno d'Italia, fondato da Roberto il Guiscardo, che rovesciò l'ultimo duca longobardo Guaimario V impalmandone la figlia Sichelgaita (1077). Qualche anno dopo, i Normanni misero fine anche alla Repubblica Amalfitana, a lungo rivale del capoluogo, e si rivolsero a fini di conquista ad altre regioni, disinteressandosi delle zone meridionali della provincia (Cilento e Vallo di Diano), abbandonate alle incursioni saracene e alla fame.

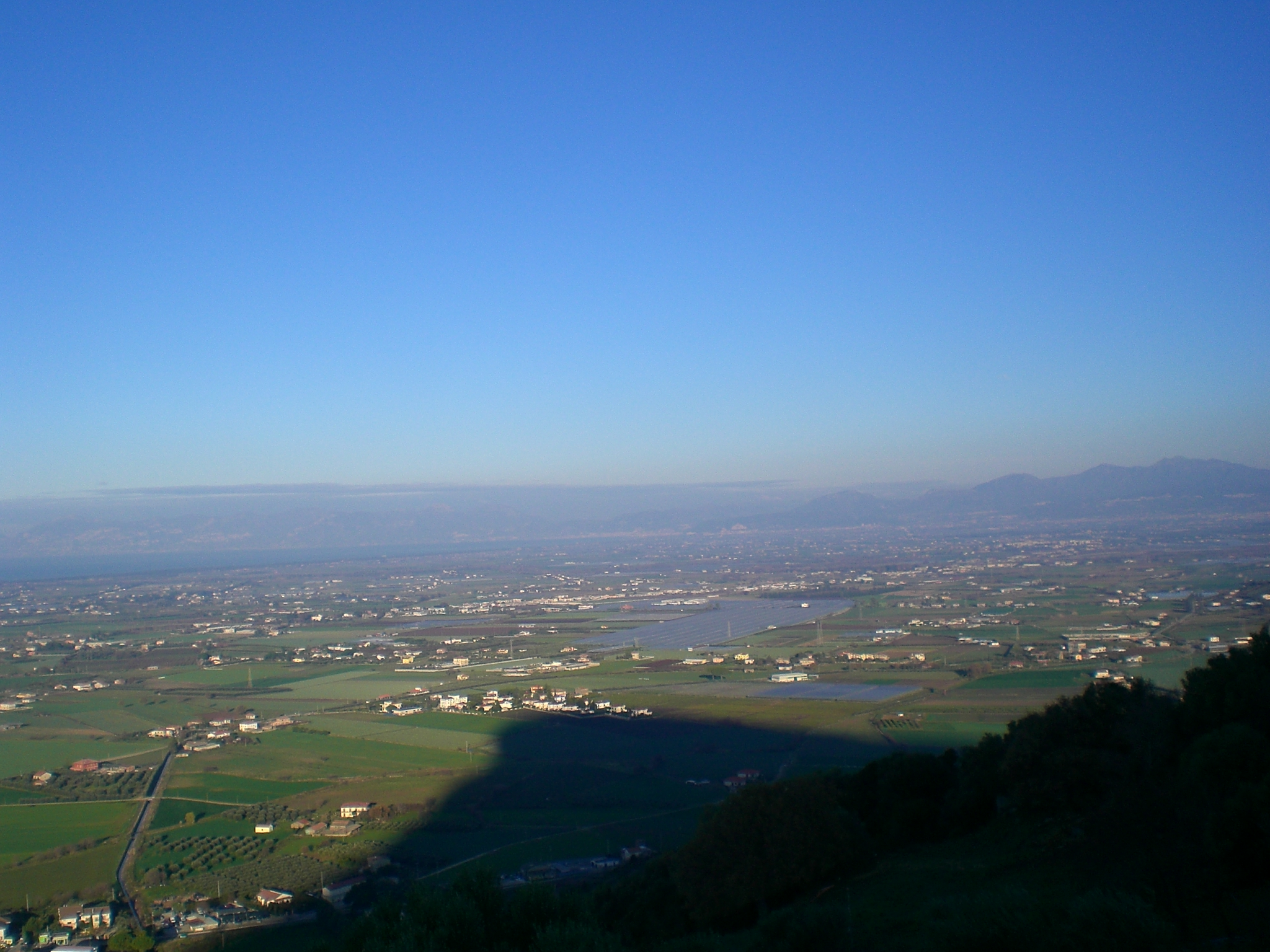
La piana del Sele

Il successivo sviluppo della dinastia normanna, che culminò nella famosa figura di Federico II, condusse poi la Storia e il potere (e la Scuola medica salernitana, esempio di cooperazione interculturale) lontano da Salerno e dalla sua provincia, incominciando un processo di lenta decadenza. Il territorio corrispondente all'attuale provincia di Salerno, dal 1273 al 1860, fu un'unità amministrativa appartenente al Regno di Sicilia (poi al Regno di Napoli, quindi al Regno delle Due Sicilie); il suo nome era: Principato Citra ed era strutturato in Giustizierato prima (1273-1806) e Provincia del Regno poi (1806-1860).
Nel XIX secolo l'economia della provincia conobbe una forte crescita. Il settore tessile si sviluppò enormemente, grazie all'investimento di diverse famiglie svizzere, gli Züblin, Wenner, e Schlaepfer a Fratte di Salerno sul fiume Irno e poi i Mayer e i Freitag a Scafati sul fiume Sarno, che vi impiantarono una fiorente attività tessile. Tali insediamenti portarono la Rivoluzione industriale nel salernitano, favorendo la nascita di un significativo polo industriale tessile che riguarderà anche Angri e Nocera, espandendosi poi fino a Poggioreale e Piedimonte Matese, giungendo a impiegare ben 12.000 operai intorno al 1880. Prima dell'Unità, nel 1857 Carlo Pisacane trovò la morte a Sanza nel Vallo di Diano, ucciso dai contadini del posto che pensavano si trattasse di un fuorilegge. Furono molti i salernitani che appoggiarono Garibaldi nel 1860 quando attraversò la provincia diretto a Napoli (erano numerose le affiliazioni alla Carboneria risorgimentale a Salerno).
L'industria alimentare ebbe un forte sviluppo durante il Regno d'Italia e fu particolarmente promossa e sovvezionata da Benito Mussolini, specialmente nell'agro sarnese-nocerino e nella Piana del Sele. Ma le fortune del tessile nella provincia subirono un forte rallentamento alla fine dell'Ottocento e la produzione andò scemando nel corso del XX secolo. L'ultima fabbrica tessile della valle dell'Irno fu delocalizzata nel settembre 2007. Il regime fascista promosse poi la bonifica della piana pestana, liberando terra fertile che fu assegnata anche a coloni da altre parti d'Italia, e con la ferrovia tirrenica (a binario unico fino al 1925) si favorirà la penetrazione della modernità in Cilento, 2500 anni dopo l'involontaria visita del mitico prototurista Palinuro, nocchiero d'Enea.
Dopo le distruzioni della seconda guerra mondiale la provincia ha fatto registrare un notevole sviluppo anche industriale, specialmente nella parte settentrionale intorno al capoluogo.

### L'ente
L'ente locale, nato con l'annessione del Regno delle Due Sicilie al Regno d'Italia nel 1861, sin dalla sua istituzione era suddiviso in quattro circondari, degli enti subordinati alle province istituiti con la Legge Rattazzi (Regio decreto n. 3702 del 23.10.1859. I quattro enti erano suddivisi a loro volta in mandamenti.
Elenco dei circondari della provincia salernitana:
- Circondario di Salerno (15 mandamenti, 43 comuni)
- Circondario di Campagna (9 mandamenti, 35 comuni)
- Circondario di Sala Consilina (7 mandamenti, 27 comuni)
- Circondario di Vallo della Lucania (10 mandamenti, 53 comuni)

I circondari di Campagna e Vallo della Lucania vennero soppressi nel 1926 e i territori assegnati al circondario di Salerno.
I restanti circondari d'Italia furono soppressi con regio decreto n. 1 del 02.01.1927.

### Cronologia essenziale
- 600 a.C. – I sibariti fondano la polis di Poseidonia
- 540 a.C. – Esuli focesi in fuga dalla Ionia fondano Elea
- 515 a.C. – Ad Elea nasce Parmenide, fondatore della scuola eleatica
- V secolo a.C. – In seguito alla vittoria siceliota a Cuma, Salerno viene progressivamente occupata dai sanniti
- 275 a.C. – La Repubblica romana vince le Guerre pirriche e stabilisce la propria egemonia sull'intera Magna Grecia
- 553 – Con le invasioni barbariche e la guerra greco-gotica, Salerno passa sotto il dominio bizantino
- 646 – Salerno viene conquistata dai longobardi e integrata nel ducato di Benevento
- 786 – Arechi II trasferisce la sede del ducato beneventano a Salerno
- IX secolo – Nasce la Scuola medica salernitana (forse erede di un precedente collegio eleatico)
- 839 – Il ducato di Benevento viene diviso nei principati di Salerno e Benevento
- 839 – Amalfi fonda la sua repubblica marinara
- 1077 – Il duca normanno Roberto il Guiscardo, marito della principessa salernitana Sichelgaita, conquista Salerno e la rende capitale del Ducato di Puglia e Calabria
- XIV secolo – Salerno diventa dominio dei principi di Sanseverino, una delle sette grandi casate del Regno di Napoli
- 1656 – Una violenta epidemia di peste decima la popolazione salernitana
- 1799 – Il capoluogo e parte della provincia aderiscono alla Repubblica Napoletana
- XIX secolo – Si verificano moti risorgimentali in Cilento (1828, 1848)
- 1857 – Il patriota e rivoluzionario Carlo Pisacane sbarca a Sapri
- 1860 – Giuseppe Garibaldi avvia la spedizione dei Mille e conquista il Regno delle Due Sicilie
- 1861 – Salerno diventa ufficialmente parte del neo-nato Regno d'Italia
- XX secolo – Viene bonificata la piana del Sele (1925-1940)
- 1943 – Gli Alleati sbarcano sul litorale pestano: per la prima volta dalla disfatta di Dunkerque le forze britanniche rientrano sul continente europeo
- 1944 – Salerno diventa sede provvisoria del Governo Badoglio (12 febbraio - 15 luglio)
- 1954 – Un'alluvione provocata da piogge torrenziali causa la morte di 318 persone tra Salerno e la Costiera amalfitana (25 ottobre)
- 1998 – Una serie di frane uccide 160 persone a Sarno, Siano e Bracigliano, oltre che nei comuni di Quindici (in provincia di Avellino) e San Felice a Cancello (in provincia di Caserta) (5-6 maggio)

### Stemma

Stemma precedente della provincia, in uso fino al 2010

Con delibera della giunta provinciale del 15 ottobre 2010 l'ente ha assunto come arma araldica lo stemma della Repubblica marinara di Amalfi, che ha la seguente blasonatura:
Precedentemente l'ente faceva uso di uno stemma sempre risalente ad Amalfi, riportante la bussola (con le iniziali della rosa dei venti), inventata secondo la tradizione dal navigatore amalfitano Flavio Gioia, simbolo utilizzato dalla provincia del Principato Citra di cui quella di Salerno è la continuazione, e avente la seguente descrizione araldica:
Le lettere sono quelle dei venti che compongono la rosa.

## Natura
La provincia di Salerno presenta diverse eccellenze ambientali, spesso riconosciute anche a livello amministrativo. Il territorio accoglie infatti un parco nazionale, il già ricordato Parco Nazionale del Cilento e Vallo di Diano, quattro parchi regionali (il Parco regionale Monti Picentini, il Parco naturale Diecimare, il Parco regionale Bacino Idrografico del fiume Sarno e il Parco regionale dei Monti Lattari), una Riserva Naturale Statale (la  Valle delle ferriere.), due Riserve Naturali Regionali (quella della Foce Sele e Tanagro e quella dei Monti Eremita e Marzano), poi tre aree marine protette (l'Area marina protetta Costa degli Infreschi e della Masseta, l'Area marina protetta di Punta Campanella e l'Area marina protetta di Santa Maria di Castellabate e Punta Licosa, prima area marina protetta in italia prevista fin dal 1972), e infine le oasi protette del Monte Polveracchio e di Persano. Inoltre, sul territorio sono presenti due siti riconosciuti dall'UNESCO Patrimonio dell'umanità, la costiera amalfitana e il Parco Nazionale del Cilento e del Vallo del Diano, che è riconosciuto anche riserva della biosfera e primo geoparco, tra i parchi nazionali italiani.

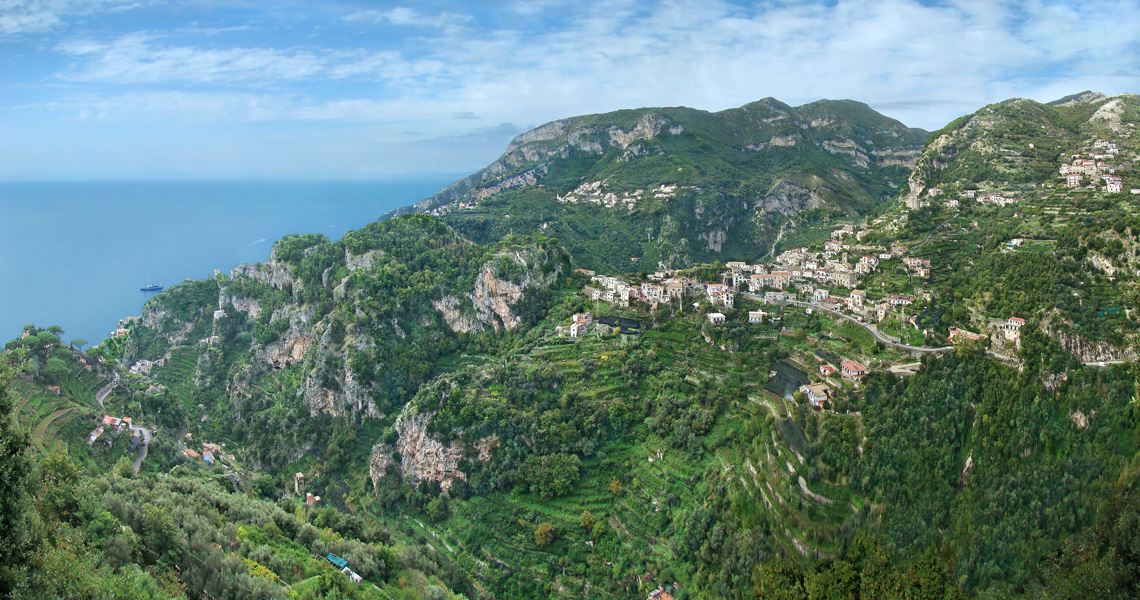
La costiera amalfitana

La costiera amalfitana comprende i territori dei comuni rivieraschi compresi tra Positano e Vietri sul Mare, alle porte del capoluogo. Si tratta di un territorio di straordinaria bellezza paesaggistica in cui l'attività umana ha saputo integrarsi perfettamente, attraverso il paziente lavoro millenario per strappare alle scoscese balze montane fazzoletti di terra per uso agricolo o edilizio. Si è creato così un paesaggio antropizzato unico al mondo, impreziosito da testimonianze storiche e architettoniche tra le quali occorre segnalare il Duomo di Amalfi e i giardini di Villa Cimbrone e Villa Rufolo a Ravello.

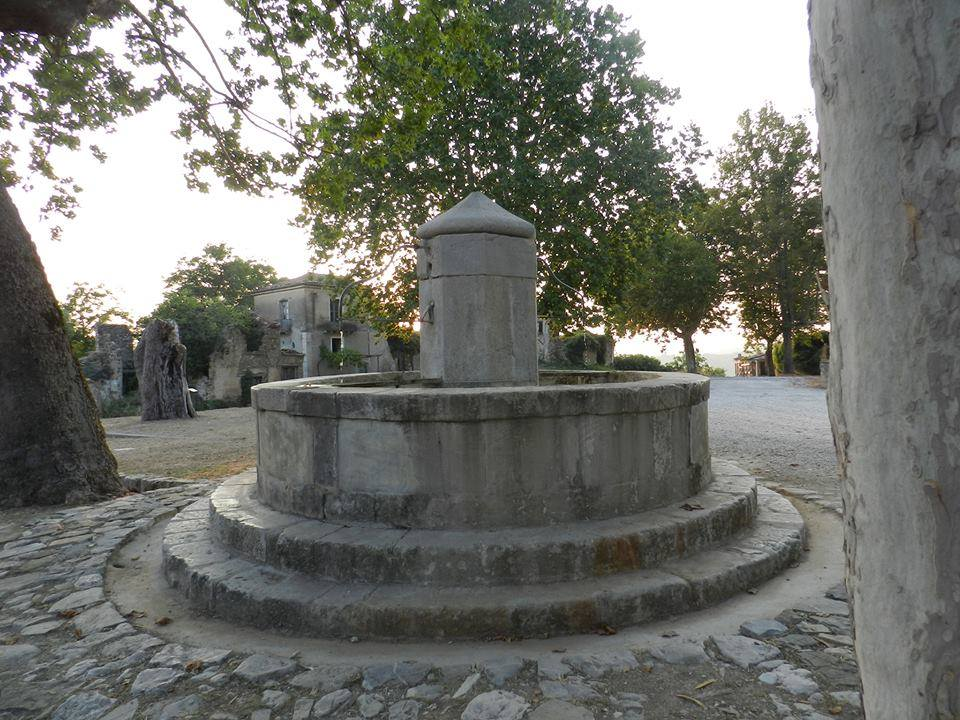
La Fontana, il simbolo di Roscigno Vecchia

Il Parco Nazionale del Cilento e Vallo di Diano è invece un vasto territorio di 180.000 ettari che, anche grazie a un isolamento secolare, ha saputo conservare usi antichissimi, di grande valore salutistico e ambientale. È infatti ad Acciaroli e Pioppi, sulla costa cilentana, che Ancel Keys, nutrizionista statunitense, ha condotto gli studi sull'alimentazione che hanno portato alla definizione della famosa 'dieta mediterranea'. Attualmente, il territorio è interessato da una ricerca del CNR, mirante a individuare i fattori anche  genetici. URL consultato il 3 aprile 2018 (archiviato dall'url originale l'11 febbraio 2007). che consentono eccezionale, attiva longevità in perfette condizioni di salute alla popolazione cilentana. Al Parco, ai fini dell'attribuzione della qualifica di Patrimonio dell'Umanità sono stati aggiunti i siti archeologici di Paestum e Velia (l'antica Elea), la Certosa di Padula, le Grotte di Pertosa e le Grotte di Castelcivita.
Occorre infine segnalare che l'area del Cilento è oggi uno straordinario serbatoio di biodiversità in campo florofaunistico, esemplificata dalla Primula di Palinuro (Primula palinuri), ma in particolare per quanto riguarda le piante alimentari: per tutte, si segnala il fagiolo di Controne, dalla buccia sottilissima e dall'eccellente digeribilità. Per questi motivi nel 1997 il Parco è stato inserito dall'Unesco nel Programma MAB (Man And Biology), come Riserva della biosfera e nel 2010 è stato nominato primo, tra i parchi nazionali, Geoparco italiano.
Un'altra caratteristica è l'area ambientale incontaminata del Vallo di Diano, territorio ai confini della Basilicata a 60 km da Salerno.
Il Vallo di Diano è un punto di riferimento per tutti coloro che amano la natura e la gastronomia, dalla Valle delle Orchidee a Sassano alle Grotte di Pertosa, dalle escursioni trekking per i sentieri del Cervati ai Boschi di Sanza.
Il territorio ospita anche complessi ipogei di grande interesse, fra i quali si citano le Grotte di Castelcivita, con uno sviluppo di oltre 4 km, le Grotte di Pertosa, da visitare in parte in barca, le Grotte del Bussento sul fiume omonimo.

## Società

### Qualità della vita
| Anno | Ecosistema Urbano (Legambiente) | Qualità della Vita (Il Sole 24 Ore) |
| ---- | ------------------------------- | ----------------------------------- |
| 2008 | 64º                             | 90º-3                               |
| 2009 | 34º                             | 95º-5                               |
| 2010 | 19º                             | 95º0                                |
| 2011 | 37º                             | 95º0                                |
| 2012 | 58º                             | 97º-2                               |
| 2013 | 18º                             | 93º+4                               |
| 2014 | 50º                             | 93º0                                |

## Trasporti e vie di comunicazione

### Linee ferroviarie
La provincia è attraversata da varie linee ferroviarie: la Cancello-Benevento, la Nocera Inferiore-Mercato San Severino, la Battipaglia-Potenza-Metaponto, la Napoli-Salerno (via Nocera), la Napoli-Salerno (LMV), la Salerno-Arechi e la Tirrenica Meridionale. La stazione più importante è certamente quella di Salerno.

### Linee stradali

#### Autostrade
La provincia di Salerno è attraversata da tre autostrade:
La A2 Autostrada del Mediterraneo, la Autostrada A3 (Italia);
La A30 Caserta-Salerno.

#### Strade statali e provinciali
- Strade provinciali

La provincia di Salerno è proprietaria di 452 strade; alcune sono in via di declassificazione a strade comunali.
- Strade regionali

Oltre a gestire strade provinciali, l'ente si occupa anche di 20 strade statali declassate in strade regionali.

### Porti e aeroporti

#### Porti
Ci sono molti porti nella provincia, il più importante è il porto di Salerno secondo nella Campania dopo quello di Napoli. Porti turistici sono inoltre il porto di Marina d'Arechi, il porto di Amalfi, il porto di Agropoli e il porto di Positano.

#### Aeroporti
L'unico scalo aeroportuale della provincia è quello di Salerno-Costa d'Amalfi.

## Economia
I settori trainanti della provincia sono l'agroindustria, il terziario e il turismo.
Nella piana del Sele oltre all'industria risulta molto sviluppata l'agricoltura e la zootecnia.
Le attività industriali sono numerose nella zona settentrionale della provincia e nella piana del Sele. Da citare i gruppi alimentari La Doria nell'agro-nocerino, ma anche il gruppo Antonio Amato nel capoluogo, Bonduelle a Battipaglia, Mutti a Oliveto Citra e Newlat Food a Salerno ed Eboli. Nel comparto chimico sono presenti, fra tutte, la Saint-Gobain di Fisciano, Italcementi e Sol a Salerno. Il settore automotive annovera la Cooper Standard Automotive di Battipaglia, la Rubber Division di Salerno e la Yanfeng Automotive di Cicerale. Il comparto metalmeccanico è presente con il gruppo Arcelormittal e Fonderie Pisano a Salerno, la meccanica con il gruppo Otis a Salerno, Tecnocap a Cava de' Tirreni, Silgan White Cap a Battipaglia, Eviosys a Nocera Superiore e Battipaglia. Nelle TLC svettano la Ericsson di Pagani, la Nokia e la Nexans a Battipaglia . A Cava de' Tirreni è presente uno stabilimento delle Manifatture Sigaro Toscano. Inoltre a sud del capoluogo sono presenti numerosi caseifici per la produzione di formaggi tra cui spicca la mozzarella di bufala campana.
Ben sviluppato è anche il settore della pesca, soprattutto quella del tonno nel comune di Cetara.

### Prodotti tipici
- Cipollotto nocerino (DOP)
- Fico bianco del Cilento (DOP)

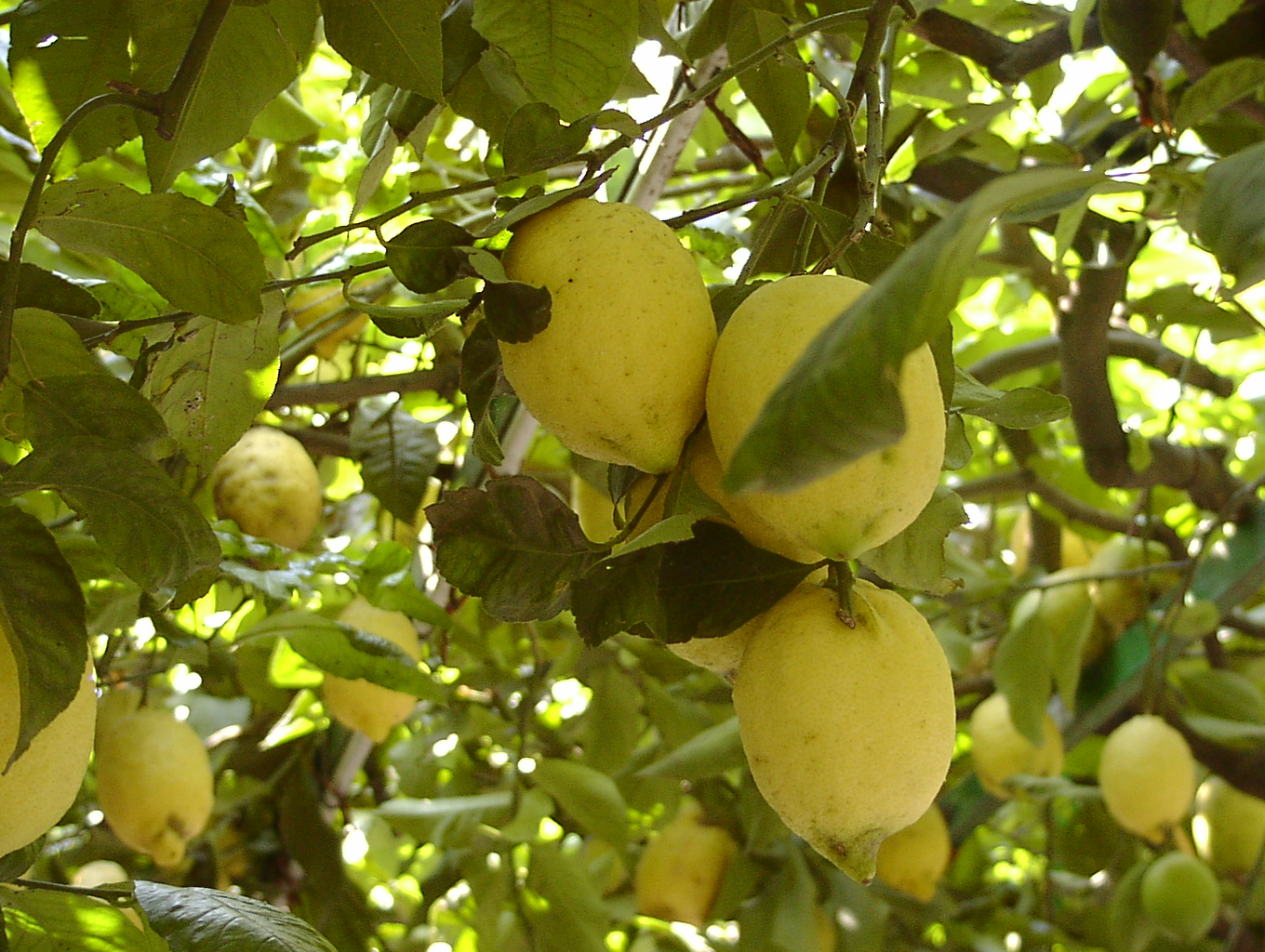
Limoni Costa d'Amalfi

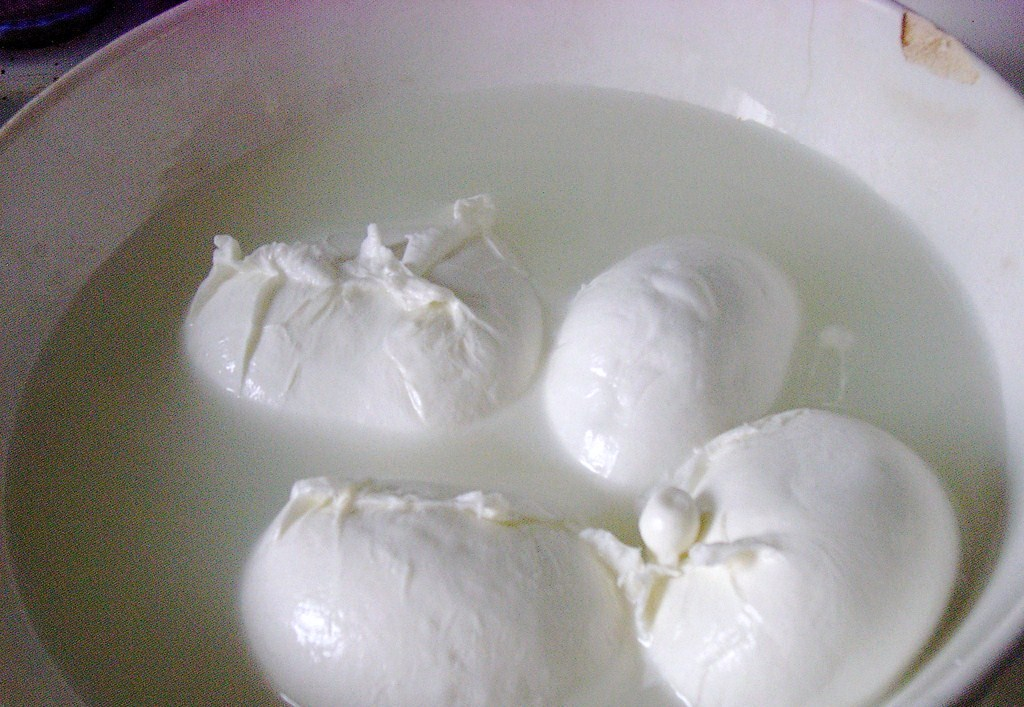
Mozzarella di bufala campana

- Mozzarella di bufala campana (DOP)
- Olio extravergine di oliva Cilento (DOP)
- Olio extravergine di oliva Colline Salernitane (DOP)
- Percoca giallona di Siano (DOP)
- Pomodoro di San Marzano (DOP)
- Ricotta di bufala campana (DOP)
- Carciofo di Paestum (IGP)
- Limone Costa d'Amalfi (IGP)
- Marrone di Roccadaspide (IGP)
- Melannurca campana (IGP)
- Nocciola di Giffoni (IGP)
- Fagiolo di Controne
- Fusillo felittese di Felitto (STG)
- Cece di Cicerale
- Castel San Lorenzo (vino) DOC
- Cilento (vino) DOC
- Costa d'Amalfi (vino) DOC
- Colli di Salerno (vino) IGT
- Paestum (vino) IGT
- Monte di Grazia IGT

## Cultura

### Storia
Sede di insediamenti preistorici, la provincia di Salerno conobbe un primo, formidabile sviluppo culturale per opera di invasori di stirpe greca: Focei e Dori di Sibari. I primi, popolazione originaria della Focide dedita ai commerci marittimi e alla fondazione di empori, fondarono una città alla foce dell'Alento, oggi nel territorio di Ascea, conosciuta prima come Elea e successivamente, in epoca romana, con il nome di Velia. La città greca fu sede di una delle maggiori scuole filosofiche presocratiche, la scuola eleatica resa celebre dalle speculazioni di Parmenide e Zenone, il cui paradosso dovette aspettare il calcolo infinitesimale di Leibniz-Newton per essere confutato, più di due millenni più tardi. I secondi fondarono invece, dal promontorio di Agropoli alla foce del Sele, nel territorio dell'attuale Comune di Capaccio, Poseidonia, oggi nota col nome romano di Paestum. Poseidonia fu quindi uno dei non rari esempi di colonia fondata da un'altra colonia. Le vestigia dei suoi formidabili templi rivaleggiano in bellezza e condizioni di conservazione con quelle della Valle dei Templi di Agrigento e la Selinunte della Sicilia occidentale, e sono tra le più importanti testimonianze architettoniche giunte fino a noi dalla Magna Grecia. I templi, all'epoca ancor più affascinanti perché circondati da paludi malariche, furono poi meta prediletta dei viaggiatori del Grand Tour ottocentesco, così importante nella cultura europea, finendo per essere raffigurati (e narrati) dai maggiori artisti e letterati del tempo.
In epoca medievale, Salerno fu centro benedettino di assoluto rilievo, e prima ancora ebbe un ruolo fondamentale e propulsivo in quel processo di renovatio imperi che portò la cultura longobarda a riproporre in Italia istituzioni e conoscenze dell'epoca romana fino a culminare nella fondazione del Sacro Romano Impero da parte di Carlo Magno, che del principe longobardo salernitano Arechi II fu cognato (avendo entrambi sposato figlie del re lombardo Desiderio). Risale a quei secoli la formazione della Scuola medica salernitana, che recuperò al sapere del tempo le antiche conoscenze greche e alessandrine (attraverso traduzioni arabe), oltre a gettare il seme di quella botanica moderna che sarebbe giunta a compiuta fioritura nel XVIII con lo scandinavo Linneo, autore di una classificazione che riprese e ampliò l'Opus Pandectarum di Matteo Silvatico, prima compilazione botanica del mondo occidentale medievale. Con le dominazioni normanno-sveve e angioine la provincia decadde sul piano culturale non meno che economico e sociale, e i secoli del malgoverno spagnolo accentrarono la produzione culturale nella vicina Napoli. Tuttavia, in quegli anni, un ruolo propulsivo lo ebbero istituzioni religiose (il capoluogo è definito città conventuale) e, in più rari casi, Signori illuminati; non mancarono tuttavia eccezioni, come è il caso di Giambattista Vico, filosofo peraltro eccentrico nel panorama salernitano e nazionale del suo tempo. All'alba dell'Ottocento, troviamo eredi di questa tradizione intellettuali salernitani a quasi tutte le svolte del tempo nuovo.
Come fu il caso dell'abate Genovesi, che nella tarda età borbonica contribuì attivamente ai tentativi di riforma del Regno, o come quei patrioti e letterati, cilentani e del capoluogo, che vissero da protagonisti i rivolgimenti carbonari e, prima ancora, la Repubblica Partenopea e l'età napoleonica. Con l'Unità d'Italia, la provincia di Salerno conobbe una sorte non diversa da quella del Mezzogiorno tutto, finendo col condividere un declino che, a parte eccezioni anche notevoli, condusse il territorio a esprimere soprattutto una cultura amministrativa e letteraria. Una parziale eccezione è rappresentata dal crescere di una cultura industriale, a partire dai primi insediamenti tessili svizzeri, tuttavia minoritaria rispetto a quella rurale, predominante in provincia, e a quella commerciale, egemone nel capoluogo e nei comuni limitrofi (Cava de' Tirreni, ovviamente l'ex repubblica marinara Amalfi).
Nel Novecento, la storia culturale della provincia di Salerno annovera figure rilevanti, come Alfonso Gatto, poeta ermetico e scrittore raffinato, come Filiberto Menna, insigne critico d'arte. Salernitano è stato dal 1976 al 1984 il presidente del CNR, Quagliariello. Napoletano di nascita, ma salernitano d'adozione è lo scrittore Diego De Silva, autore di Certi bambini, e salernitani si contano anche nel giornalismo di qualità, dal Gaetano Afeltra del Corriere della Sera all'Aldo Falivena autore di un fortunato format televisivo degli anni settanta del secolo scorso. Altro salernitano di adozione fu Franco Angrisano, il celebre Giacinto de "I ragazzi di Padre Tobia" e braccio destro di Eduardo De Filippo, per oltre quindici anni.

## Turismo
La Costiera amalfitana e quella cilentana sono annoverate tra i tratti costieri più affascinanti al mondo. Le più note località turistiche balneari a livello internazionale sono Amalfi, Atrani, Cetara, Conca dei Marini, Furore, Maiori, Minori, Positano, Praiano e Vietri sul Mare, incluse nella costiera amalfitana; per la costiera cilentana sono invece menzionabili Acciaroli, Agropoli, Ascea, Castellabate, Marina di Camerota, Montecorice, Palinuro, Pioppi, Sapri e Scario.
Notevole importanza turistica hanno altresì il capoluogo Salerno e l'area di Capaccio Paestum, grazie alla sua millenaria storia di colonia prima greca e poi romana.

### Patrimoni dell'Umanità
All'interno del territorio della provincia di Salerno ricadono due Patrimoni dell'Umanità dell'UNESCO:
- La costiera amalfitana
- Il Parco nazionale del Cilento e Vallo di Diano con i siti archeologici di Paestum ed Elea-Velia, nonché la Certosa di Padula

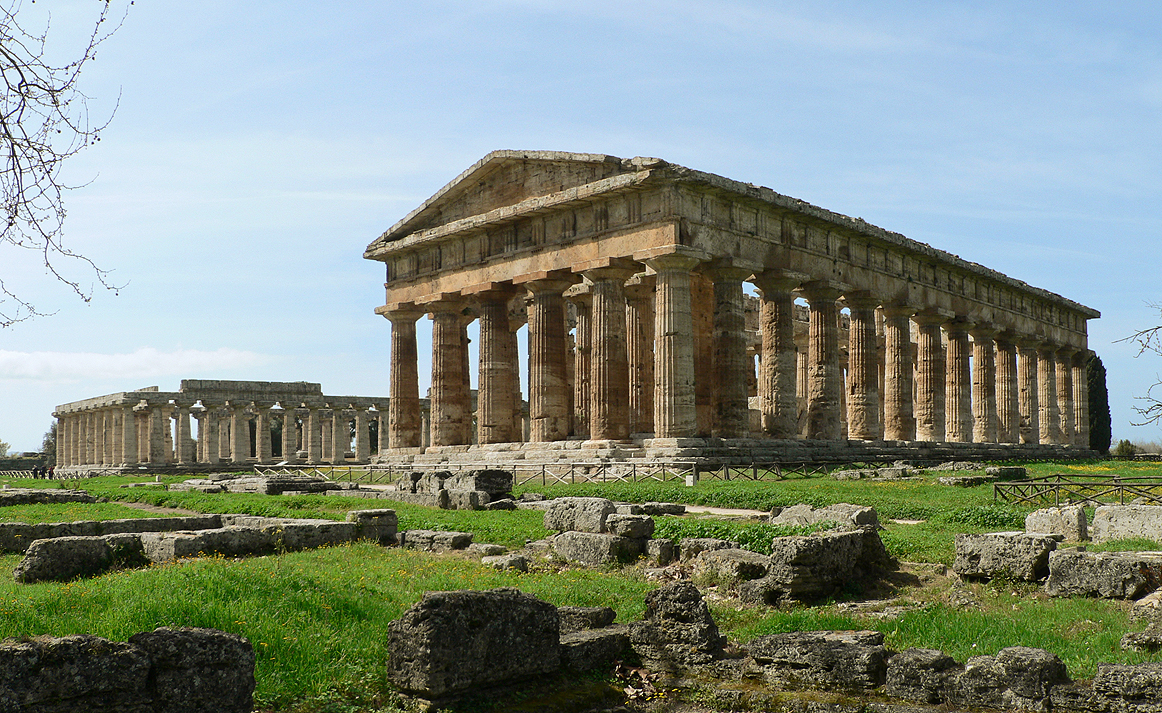
Scavi archeologici di Paestum

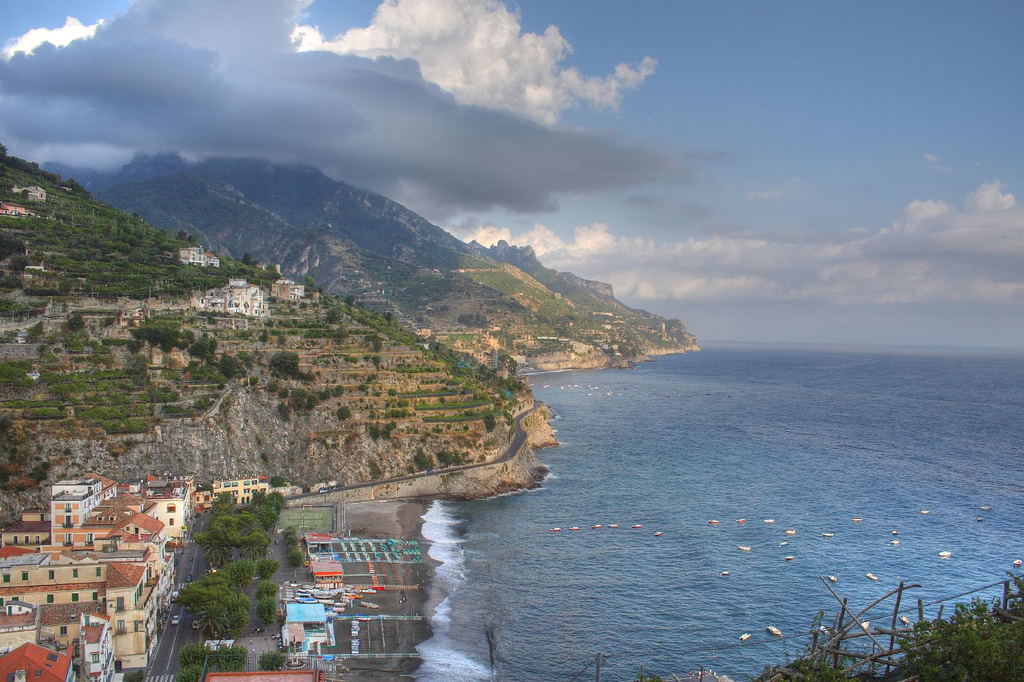
Costiera amalfitana: veduta di Minori

## Amministrazione

### Comunità montane presenti nella provincia
- Comunità montana Alburni
- Comunità montana Monti Lattari (comprendente anche comuni della città metropolitana di Napoli)
- Comunità montana Alento-Monte Stella
- Comunità montana Bussento - Lambro e Mingardo
- Comunità montana Calore Salernitano
- Comunità montana Gelbison e Cervati
- Comunità montana Irno - Solofrana (comprendente anche comuni della Provincia di Avellino)
- Comunità montana Monti Picentini
- Comunità montana Tanagro - Alto e Medio Sele
- Comunità montana Vallo di Diano

## Comuni
Appartengono alla provincia di Salerno i seguenti 158 comuni:

### Comuni più popolosi
Nella tabella sono inseriti i comuni con più di 20 000 abitanti.
| Pos. | Stemma | Comune               | Popolazione (30-11-2024) | Superficie (km²) | Densità (ab/km²) | Altitudine (m s.l.m.) |
| ---- | ------ | -------------------- | ------------------------ | ---------------- | ---------------- | --------------------- |
| 1°   |        | Salerno              | 126 038                  | 59,85            | 2 105,89         | 4                     |
| 2°   |        | Cava de' Tirreni     | 49 838                   | 36,53            | 1 364,30         | 180                   |
| 3°   |        | Battipaglia          | 49 390                   | 56,85            | 868,77           | 72                    |
| 4°   |        | Scafati              | 47 719                   | 19,9             | 2 397,94         | 12                    |
| 5°   |        | Nocera Inferiore     | 43 441                   | 20,95            | 2 073,55         | 43                    |
| 6°   |        | Eboli                | 37 632                   | 137,58           | 273,53           | 145                   |
| 7°   |        | Pagani               | 35 088                   | 11,98            | 2 928,88         | 35                    |
| 8°   |        | Angri                | 34 156                   | 13,77            | 2 480,46         | 32                    |
| 9°   |        | Sarno                | 30 750                   | 40               | 768,75           | 30                    |
| 10°  |        | Pontecagnano Faiano  | 26 573                   | 37,19            | 714,52           | 28                    |
| 11°  |        | Nocera Superiore     | 23 521                   | 14,66            | 1 604,43         | 70                    |
| 12°  |        | Capaccio Paestum     | 22 443                   | 113,03           | 199,55           | 441                   |
| 13°  |        | Mercato San Severino | 21 458                   | 30,33            | 707,48           | 146                   |
| 14°  |        | Agropoli             | 21 318                   | 32,77            | 650,53           | 24                    |

### Comuni meno popolosi
Nella tabella i comuni meno popolati della provincia (con meno di 400 abitanti):
| Pos. | Stemma | Comune             | Popolazione (30-11-2024) | Superficie (km²) | Densità (ab/km²) | Altitudine (m s.l.m.) |
| ---- | ------ | ------------------ | ------------------------ | ---------------- | ---------------- | --------------------- |
| 158° |        | Valle dell'Angelo  | 229                      | 36,6             | 6,26             | 620                   |
| 157° |        | Serramezzana       | 267                      | 7,23             | 36,93            | 520                   |
| 156° |        | Campora            | 310                      | 29,15            | 10,63            | 520                   |
| 155° |        | Romagnano al Monte | 378                      | 9,67             | 39,09            | 650                   |

## Popolazione

### Etnie e minoranze straniere
Al 31 dicembre 2020, gli stranieri residenti in provincia erano 55 266 (5,1% della popolazione complessiva). Le nazionalità con più di 1 000 individui sono quelle di:
- Romania: 15 345
- Marocco: 10 256
- Ucraina: 7 984
- India: 2 860
- Bulgaria: 1 734
- Polonia: 1 615
- Albania: 1 419
- Senegal: 1 089

## Amministrazione

### Gemellaggi
- Provincia di Santiago di Cuba, dal 2006[23]
- Prefettura di Lesbo, dal 2010[24]
- Costanza, dal 2010
- Main-Taunus-Kreis, dal 2010

## Galleria d'immagini

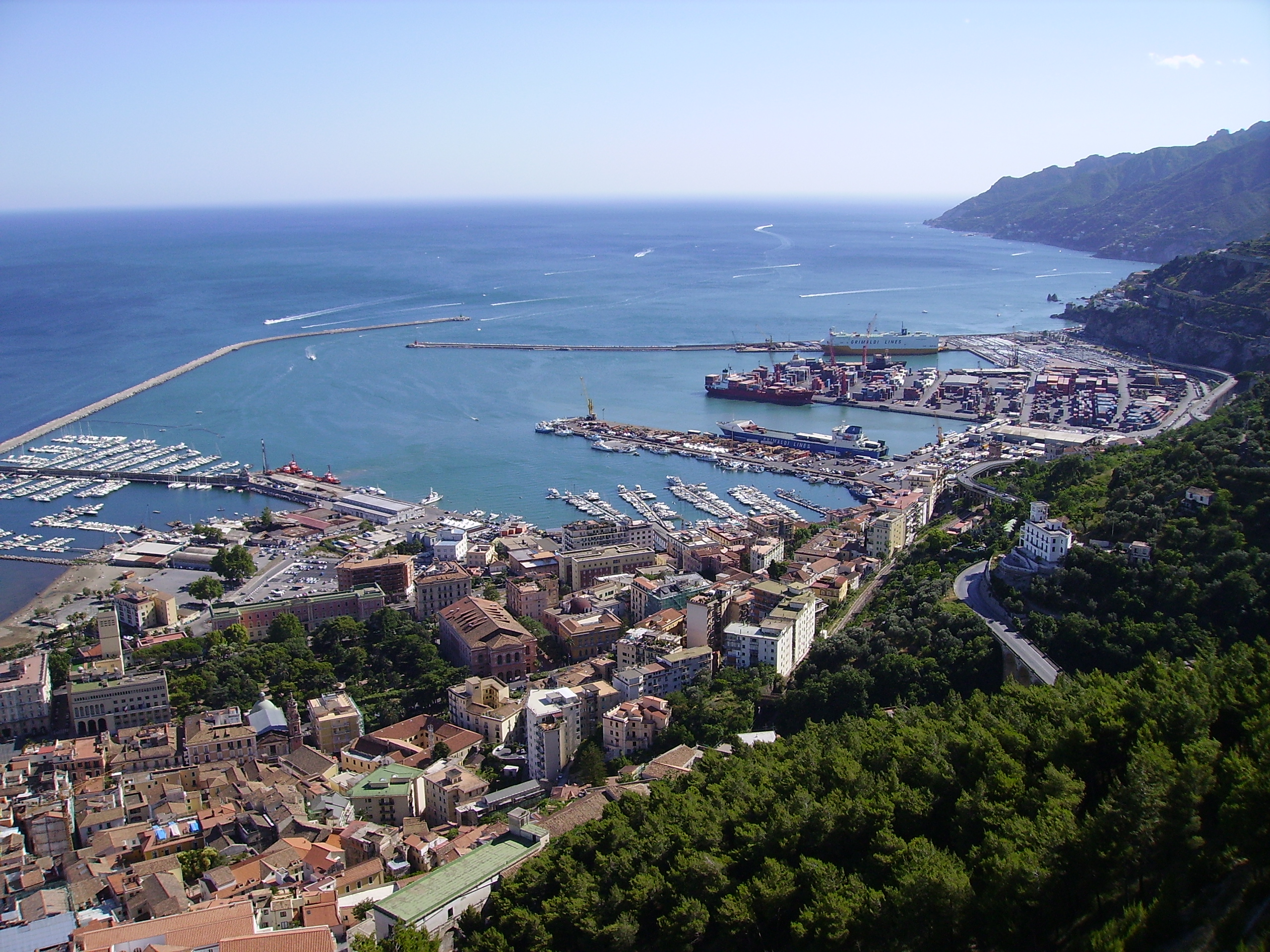
Panorama di Salerno
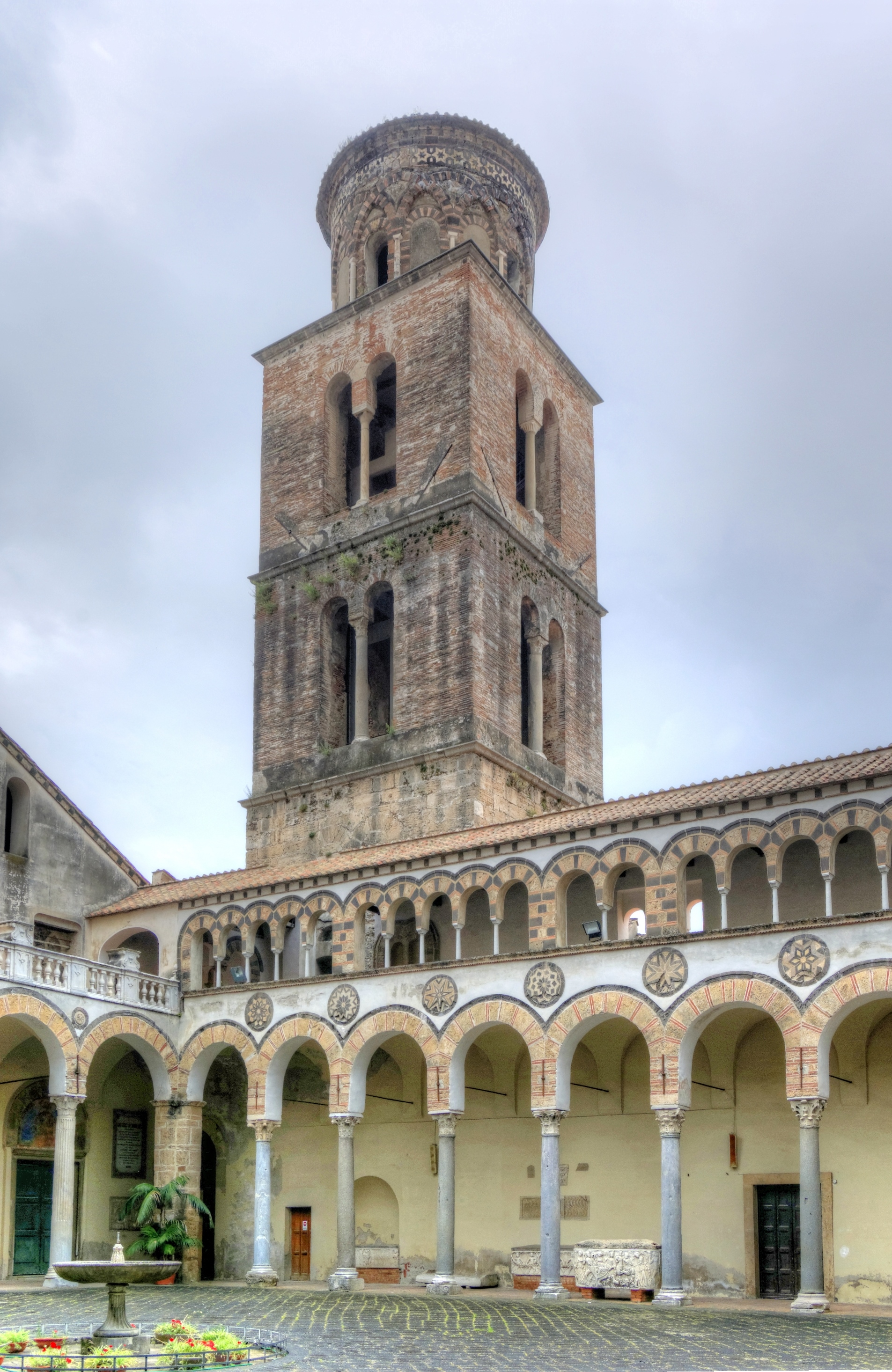
Duomo di San Matteo
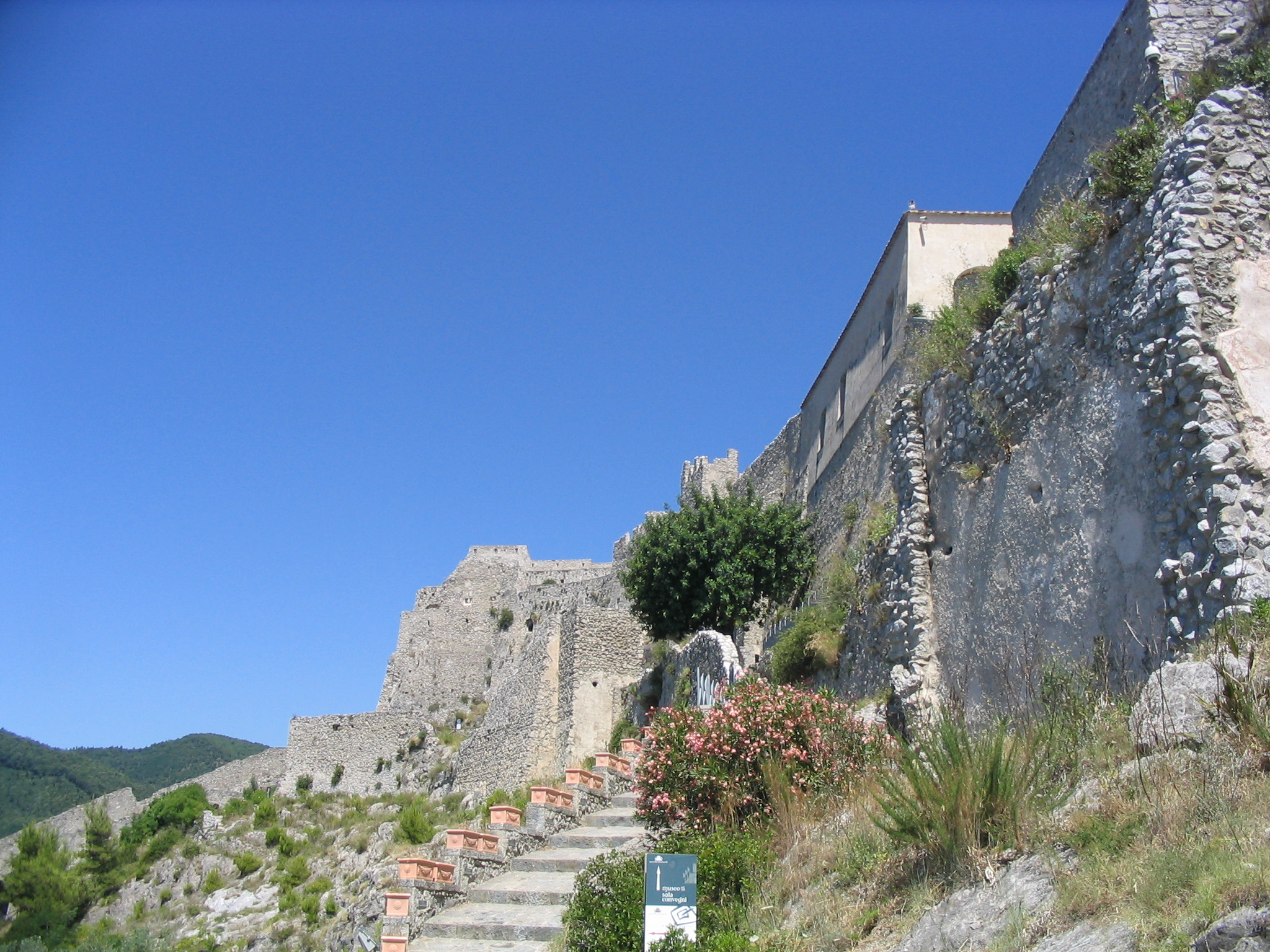
Castello Arechi
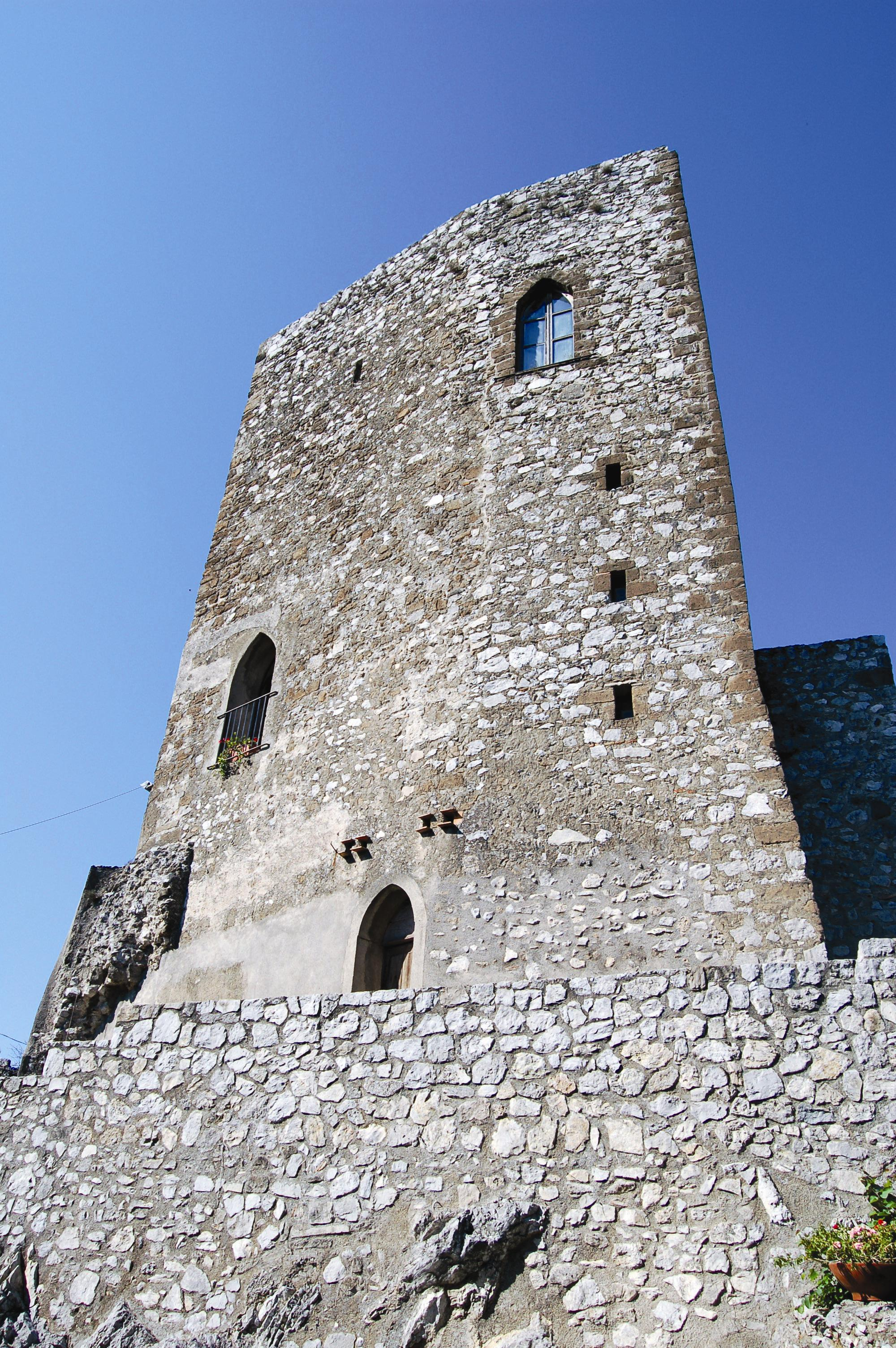
La torre del castello medievale di Nocera Inferiore
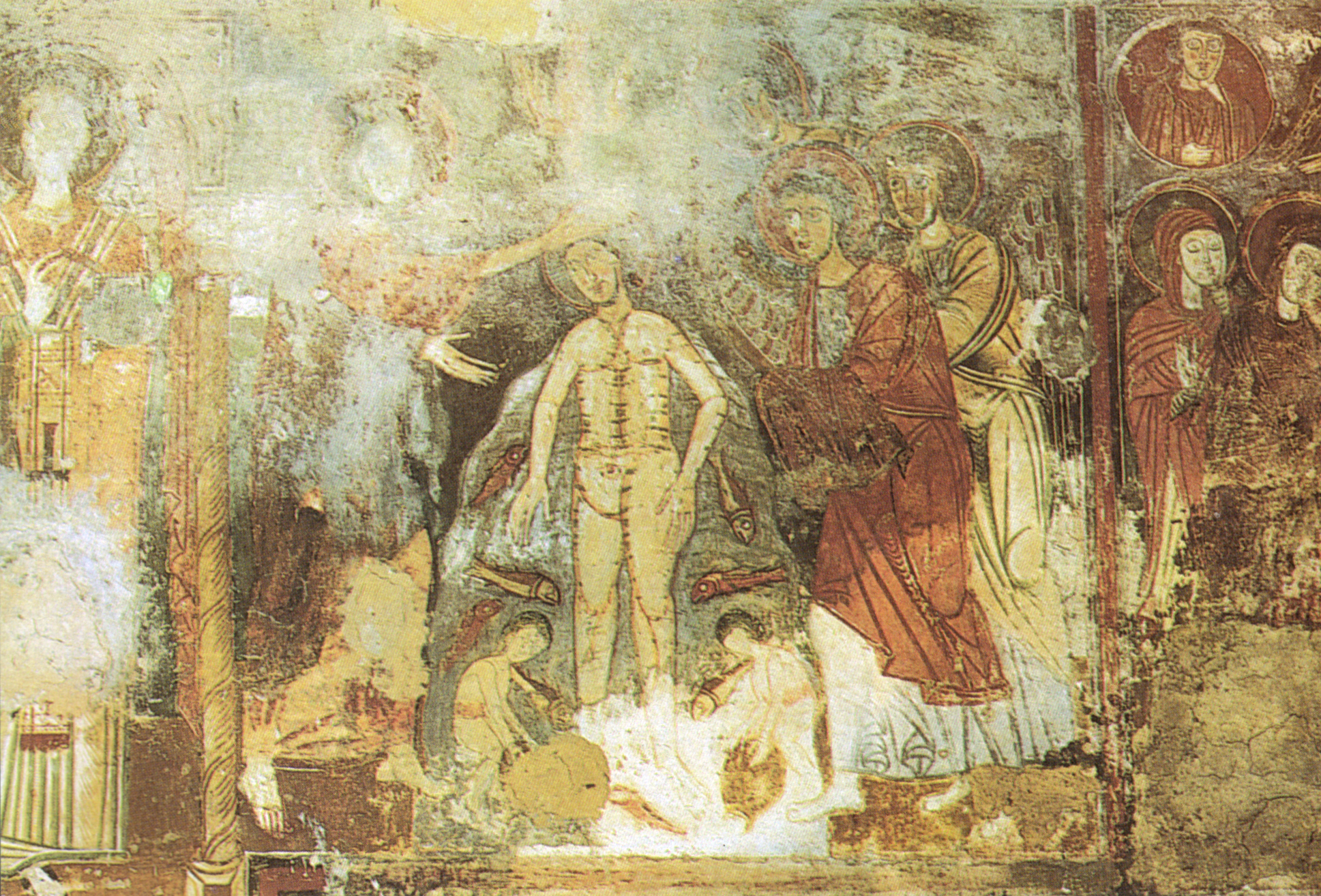
Grotta di San Michele di Olevano sul Tusciano, particolare di affresco
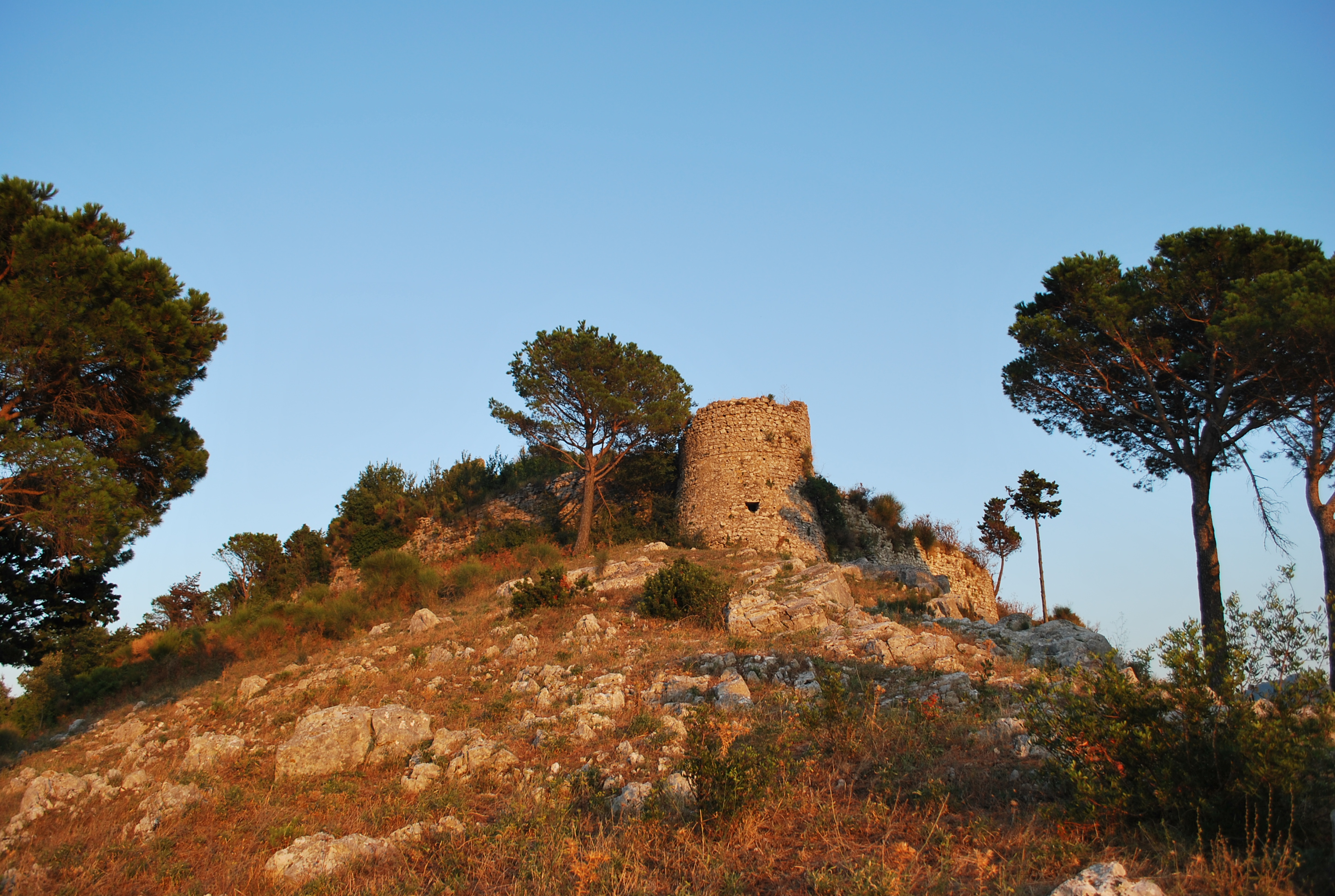
Monte Castello di Castel San Giorgio
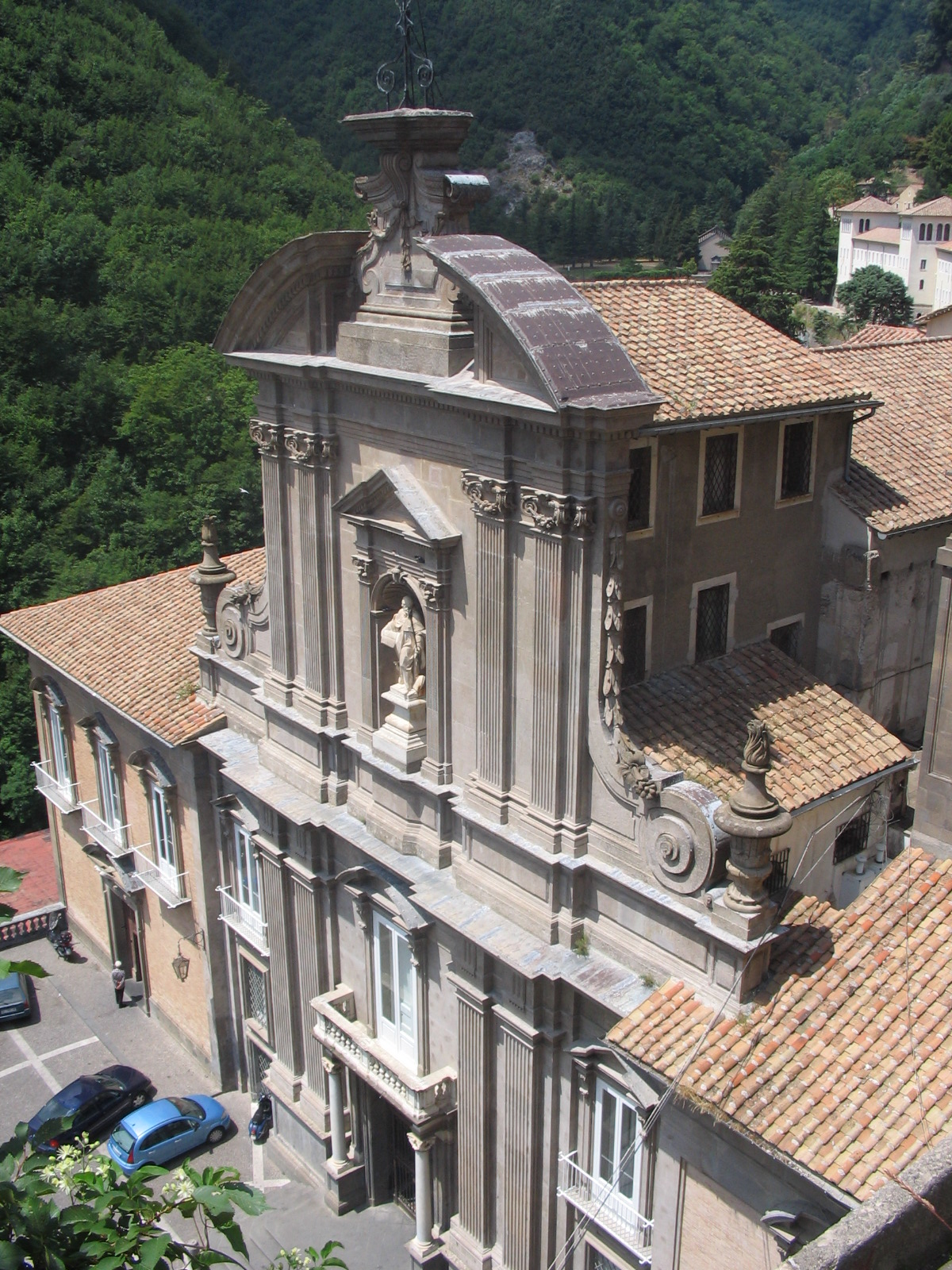
L'Abbazia di Cava de' Tirreni
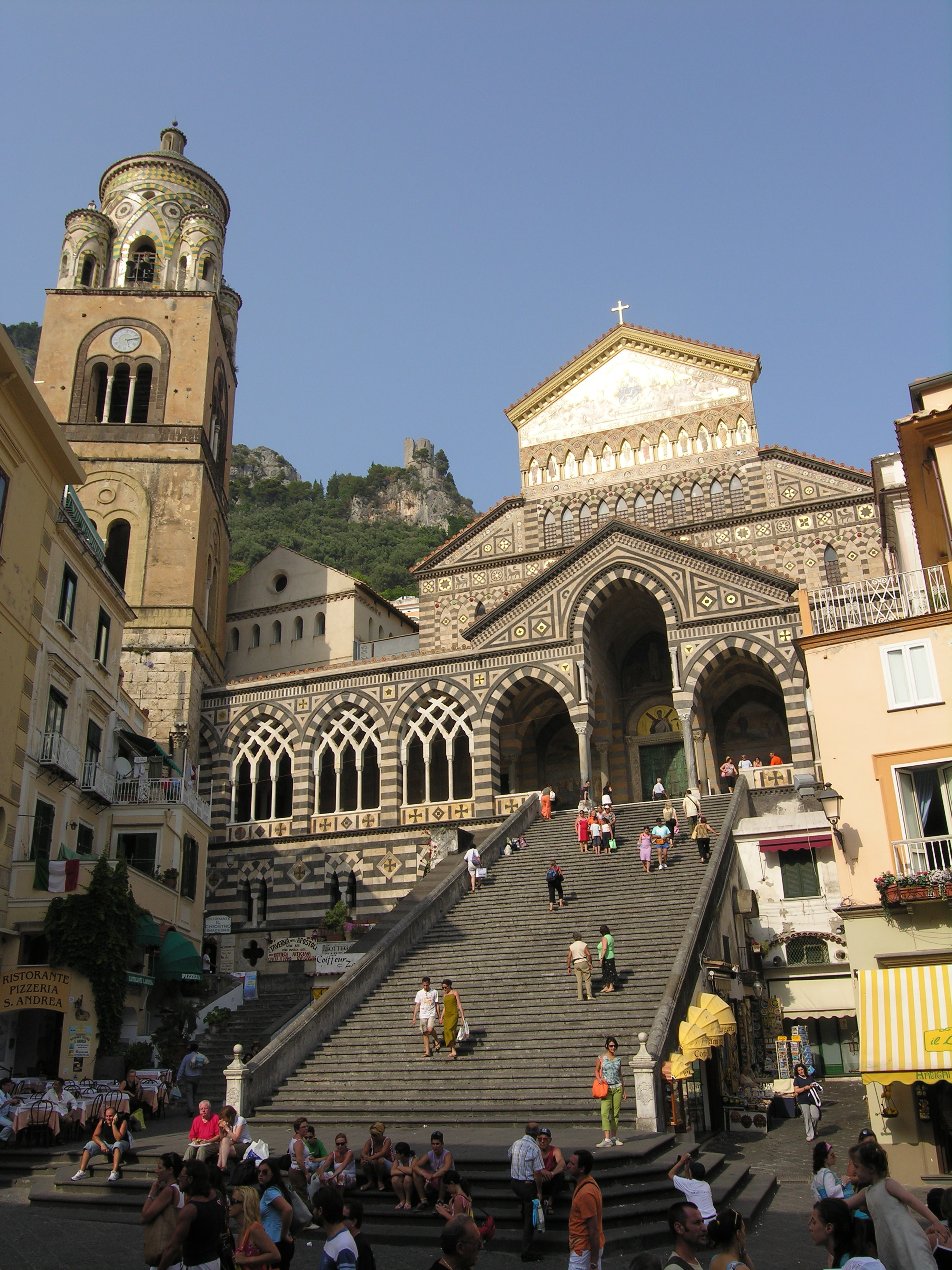
Il Duomo di Amalfi
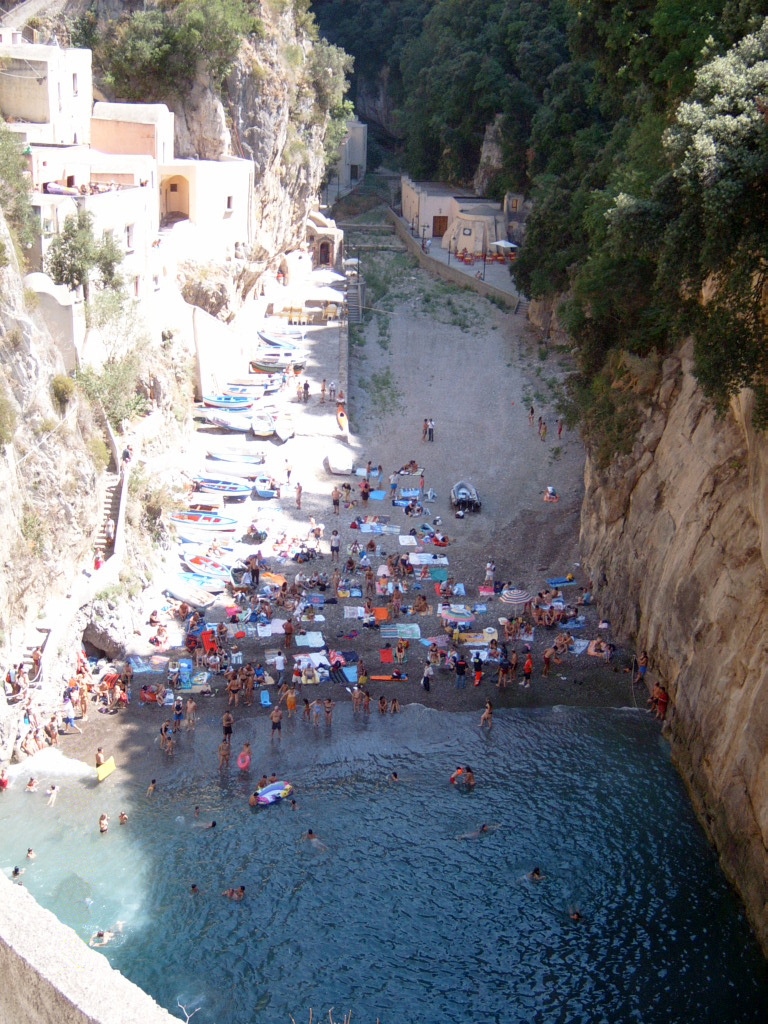
Il fiordo di Furore